# Ixion Saga DT
Ixion Saga Dimension Transfer (イクシオン サーガ DT, Ikushion Sāga DT) é um anime japonês baseado no jogo online Ixion Saga da CAPCOM. Também será adaptado para duas séries de mangás e uma light novel.

## História
Num dia em que Kon Hokaze está jogando um MMORPG, ele recebe um pedido de uma personagem feminina no jogo. Ele, então, começa a achar que está com sorte por ter encontrado uma namorada online, mas de repente é transportado para o mundo de Mira, onde acidentalmente salva uma jovem princesa ao aterrisar, com sua cadeira, em cima do oponente. Sem a menor ideia de como ele chegou lá e nem de como voltar para seu mundo, Kon se junta à princesa como parte da sua guarda de honra, enquanto uma facção militar do próprio país da princesa quer capturá-la antes que ela consiga se casar.

## Personagens
Kon Hokaze (火風 紺, Hokaze Kon)
Voz: Takuya Eguchi
É o personagem principal, um gamer hardcore que é transportando para o mundo do jogo após aceitar o pedido de uma personagem feminina. Ele possui a espada "Alma Gear", que é capaz de se transformar em um martelo gigante com foguetes. Ele também ganha o apelido "DT" por acidente (sigla para "doutei", do japonês, gíria para 'homem virgem').
Ecarlate (エカルラート, Ekarurāto)
Voz: Shiori Mikami
A pequena princesa de St. Piria, de comportamento deplorável, que está viajando para se casar com o príncipe do país vizinho, e trazer paz para ambos os lados.
Mariandale (マリアンデール, Mariandēru)
Voz: Jun Fukuyama
Uma mulher transgênero que manuseia pistolas dual e protege a princesa.
Sainglain (セングレン, Senguren)
Voz: Kazuya Nakai
Um espadachim experiente que também protege a princesa.
Almaflora (アルマフローラ, Arumafurōra)
Voz: Ryoko Shintani
Uma mulher misteriosa responsável por transportar Kon para o mundo do jogo, por motivos ainda desconhecidos.
Erecpyle Dukakis (エレクパイル・デュカキス, Erekupairu Dukakisu)
Voz: Hiroshi Kamiya
O líder de uma facção militar que pretende impedir a Princesa Ecarlate antes dela se casar. Ele promete se vingar de "DT" depois de ter sido atingido nos testículos tão forte que um médico é forçado a removê-los no início da série (seu nome é uma referência cômica à "ED", ou, do inglês, "Erectile Dysfunction" (disfunção erétil)).
Variation (バリアシオン, Bariashion)
Voz: Yuki Kaji
Um dos tenentes de ED, acidentalmente derrotado pela cadeira de Kon.
KT
Voz: Mitsuki Saiga
Outro tenente do ED.
Gustave (ギュスターヴ, Gyusutāvu)
Voz: Kenichi Suzumura
Outro tenente do ED.
Pet (ペット, Petto)
Voz: Yoshimasa Hosoya
Companheiro e subordinado de Kon